# Matadors de Miami
Les Matadors de Miami sont une franchise professionnelle de hockey sur glace d'Amérique du Nord qui évoluait dans l'ECHL. L'équipe était basée à Miami dans l'État de la Floride aux États-Unis.

## Historique
La franchise est créée en 1998 après le déménagement des Riverfrogs de Louisville. Elle évolue une saison dans l'East Coast Hockey League avant de cesser ses activités. Durant cette saison où elle est entraînée par Terry Christensen, elle est affiliée au Beast de New Haven de la Ligue américaine de hockey et aux Panthers de la Floride de la Ligue nationale de hockey. Elle termine la saison régulière à la 7e place de la division Sud-Est et ne se qualifie pas pour les séries éliminatoires.

## Statistiques
| Saison    | PJ | V  | D  | DTB | BP  | BC  | Pts | Classement                 | Séries éliminatoires |
| --------- | -- | -- | -- | --- | --- | --- | --- | -------------------------- | -------------------- |
| 1998-1999 | 70 | 28 | 32 | 10  | 208 | 266 | 66  | 7e place, division Sud-Est | Non qualifiés        |

## Liste des joueurs
Au cours de sa seule saison, la franchise compte 30 joueurs dans son effectif :
| Nom                   | Position      | PJ |
| --------------------- | ------------- | -- |
| Michael Flynn (en)    | Centre        | 70 |
| Greg Clancy           | Centre        | 59 |
| Jack Kowal (en)       | Ailier droit  | 65 |
| Rob Kenny (en)        | Ailier droit  | 58 |
| Jed Fiebelkorn (en)   | Ailier droit  | 46 |
| Terry Lindgren (en)   | Défenseur     | 66 |
| Sheldon Gorski (en)   | Ailier droit  | 36 |
| Chris Rowland (en)    | Ailier droit  | 70 |
| Darren Meek (en)      | Défenseur     | 59 |
| David Bell (en)       | Défenseur     | 68 |
| Dan Lupo (en)         | Ailier gauche | 32 |
| Jeff Kostuch (en)     | Centre        | 37 |
| Dave Duerden (en)     | Ailier gauche | 13 |
| Thom Cullen (en)      | Défenseur     | 64 |
| Andrew Long (en)      | Centre        | 25 |
| Paul Doherty          | Défenseur     | 27 |
| Wes Swinson (en)      | Défenseur     | 17 |
| Pasi Nielikäinen (en) | Ailier droit  | 39 |
| Eon MacFarlane (en)   | Défenseur     | 21 |
| John Badduke (en)     | Ailier droit  | 53 |
| Mike Sancimino        | Centre        | 11 |
| Konstantin Sidoulov   | Défenseur     | 45 |
| Jan Jas (en)          | Ailier droit  | 6  |
| Matt Redmond          | Attaquant     | 10 |
| Jon Finstrom          | Centre        | 8  |
| Brent Belecki (en)    | Gardien       | 54 |
| Lance Ward            | Défenseur     | 6  |
| Jason Carriere        | Ailier gauche | 3  |
| Kevin Powel           | Ailier gauche | 4  |
| Aaron MacDonald       | Gardien       | 29 |